# Jonathan Wheatley
Jonathan Wheatley (Beaconsfield, Inglaterra, 7 de mayo de 1967) es un mecánico y director británico de Fórmula 1. Actualmente es el director deportivo del equipo Stake Kick Sauber.

## Carrera
Wheatley comenzó su carrera en el deporte de motor en Benetton como mecánico junior a principios de los años 1990. Ascendió de rango en Enstone hasta convertirse en el jefe de mecánicos desde 2001 hasta 2006, cuando se fue a Red Bull Racing.
El papel de Wheatley en el equipo es importante e incluye garantizar que el equipo opere dentro de las regulaciones deportivas de la FIA, monitorear las comunicaciones y supervisar al equipo de boxes de Red Bull, ampliamente considerado entre los mejores de la Fórmula 1. El equipo de boxes de Red Bull rompió el récord mundial de parada en boxes más rápida durante el Gran Premio de Brasil de 2019 con un tiempo de solo 1,82 segundos, superando el récord anterior de 1,88 segundos establecido en el Gran Premio de Alemania de 2019 también por el equipo austríaco.